# Pancarana
Pancarana là một đô thị ở tỉnh Pavia trong vùng Lombardia của Ý, có cự ly khoảng 45 km về phía nam của Milan và khoảng 14 km về phía tây nam của Pavia, in the Oltrepò Pavese.
Pancarana giáp các đô thị sau: Bastida Pancarana, Castelletto di Branduzzo, Cervesina, Mezzana Rabattone, Pizzale, Voghera, Zinasco.